# Каранькино
Каранькино (мар. Усола) — деревня в Горномарийском районе Марий Эл Российской Федерации. Входит в состав Пайгусовского сельского поселения.
Численность населения — 17 чел. (2014 год).

## География
Располагается в 4 км от административного центра сельского поселения — села Пайгусово.

## История
Русское название деревни происходит от имени одного из первопоселенцев (Карань).

## Население
| 2002 | 2010 | 2014 |
| ---- | ---- | ---- |
| 28   | ↘20  | ↘17  |